# Miroir convexe
Cet article court présente un sujet plus développé dans : Miroir (optique) et Miroir sphérique.

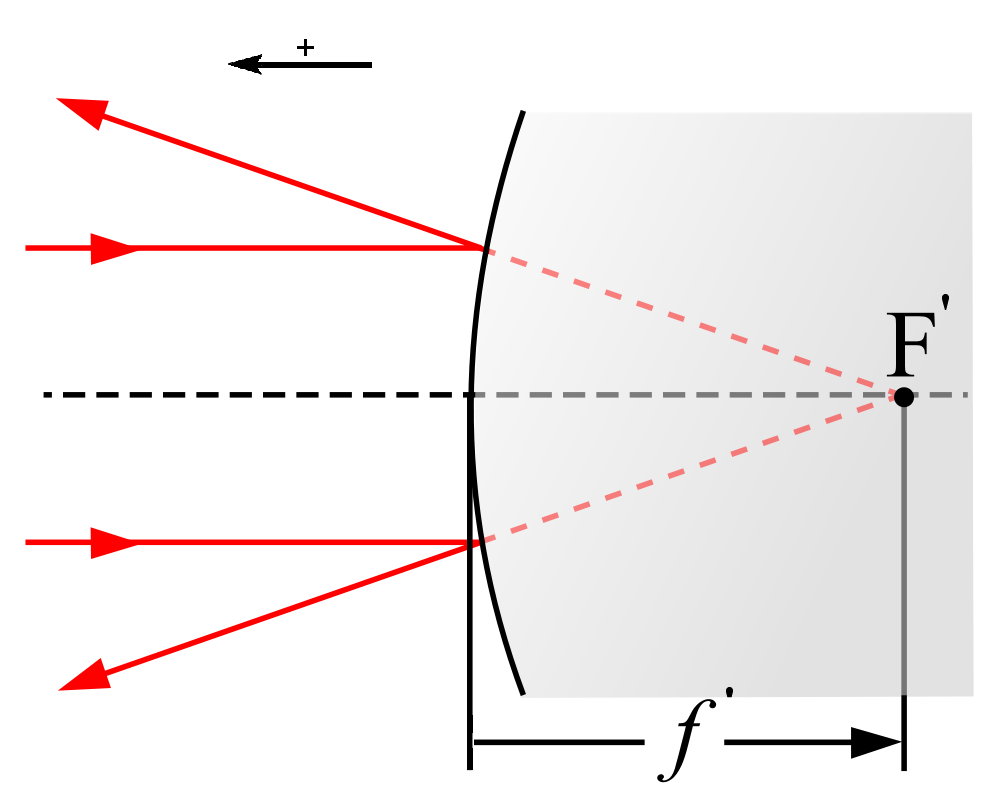

Un miroir convexe, ou miroir de sorcière, est un miroir à surface courbe, éventuellement sphérique, dont la partie extérieure est réfléchissante.
Un miroir convexe fait diverger des rayons incidents parallèles.
De tels miroirs peuvent être utilisés comme miroirs panoramiques, ainsi ceux placés sur les carrefours dangereux et sorties de garage, ou certains rétroviseurs de véhicules routiers.

## Galerie

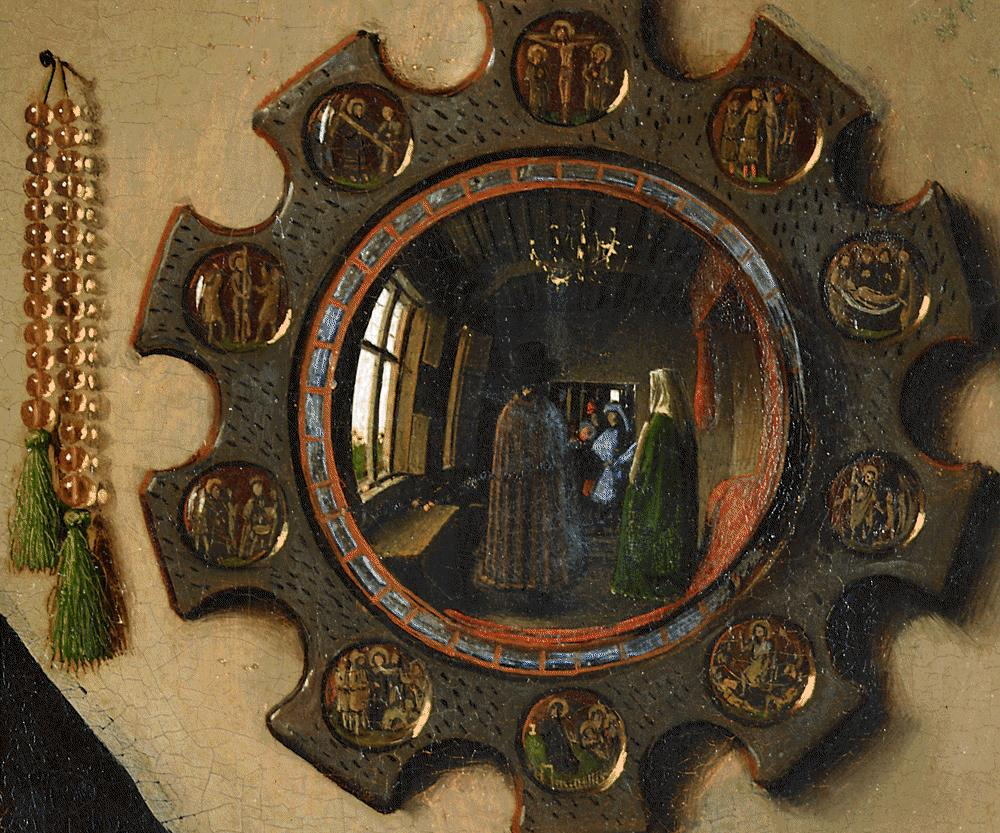
Détail du tableau de Jan van Eyck, Les Époux Arnolfini (1434). Les deux époux, de dos, ainsi que le peintre apparaissent dans le « miroir de sorcière ».
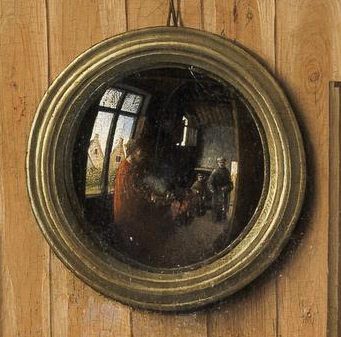
Détail du Triptyque de Werl, de Robert Campin (1438).
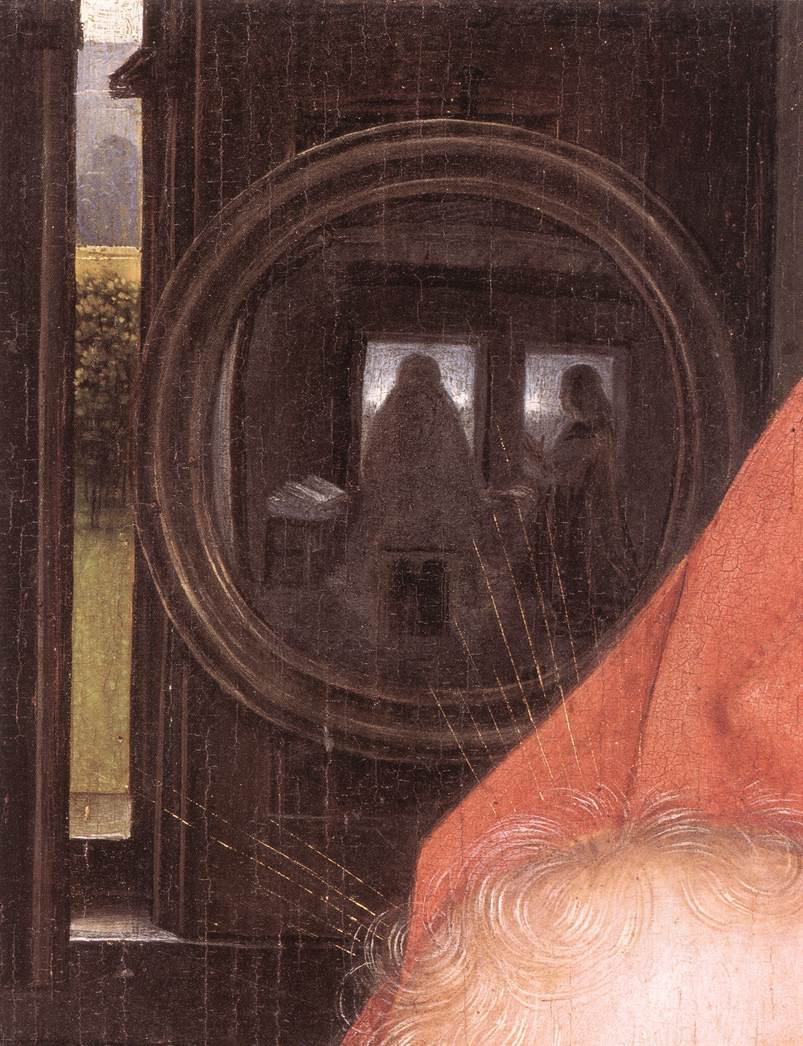
Détail du Diptyque de Maarten van Nieuwenhove, de Hans Memling (1487).
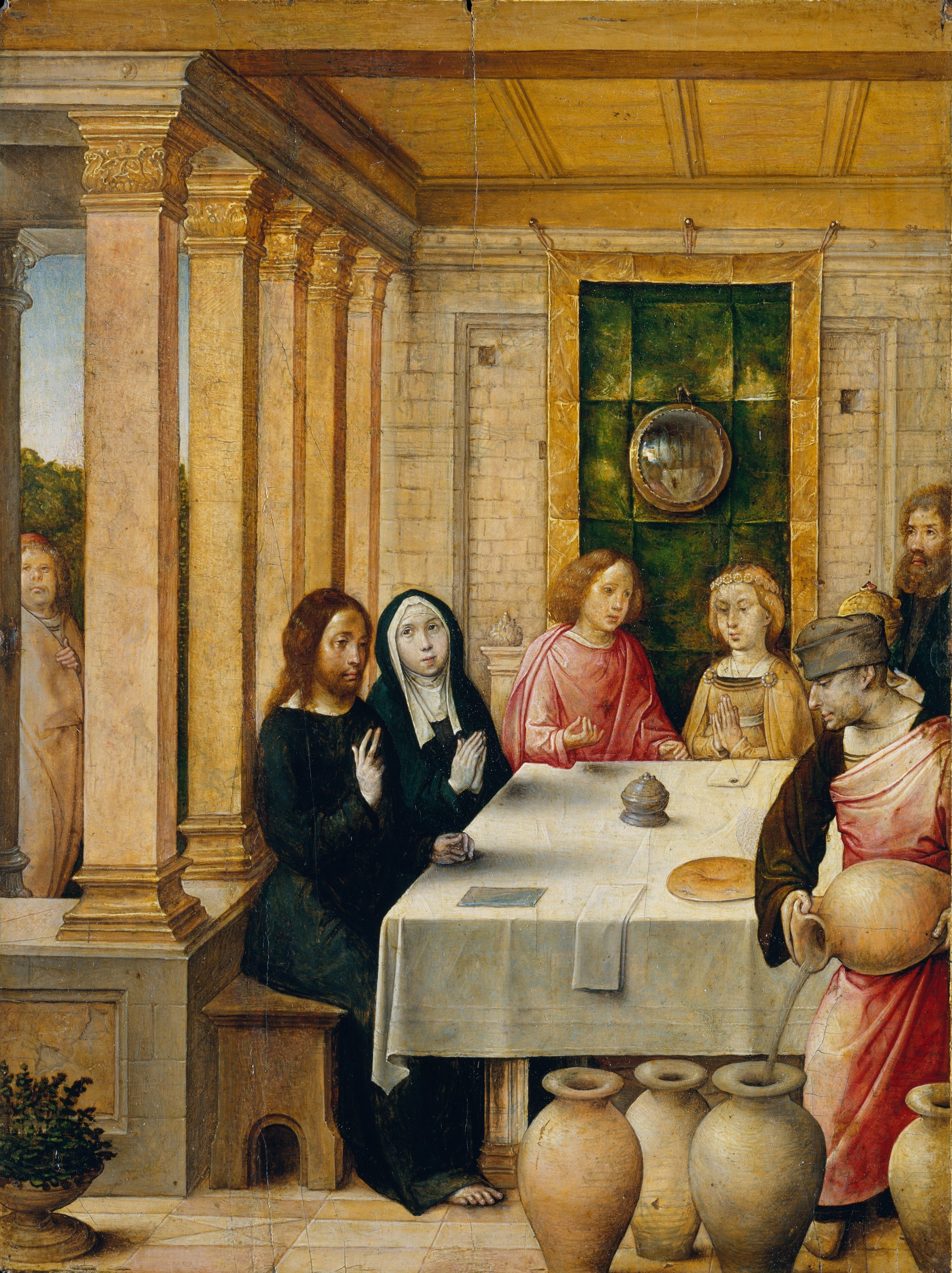
Juan de Flandes, Les Noces de Cana (1500).
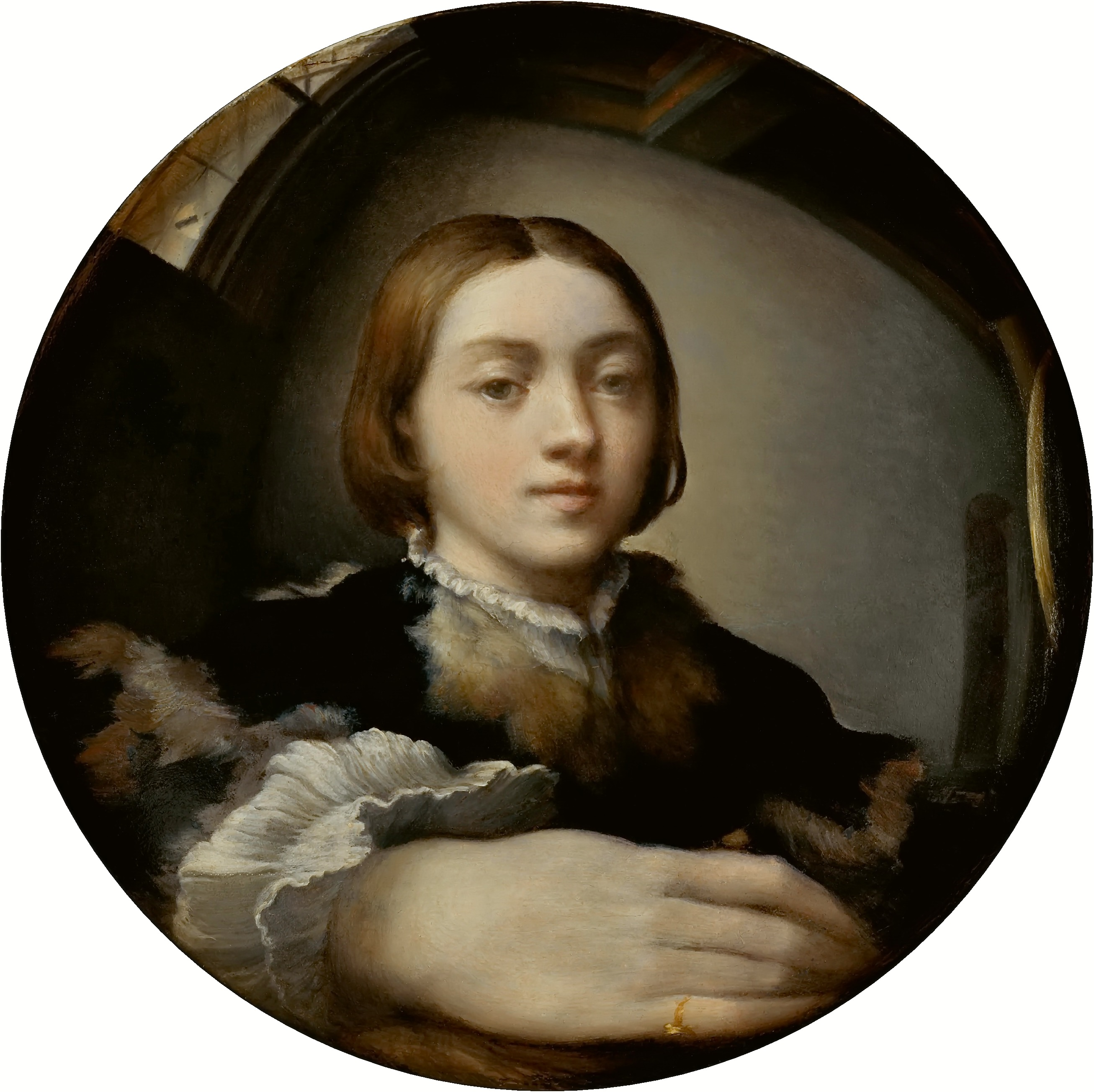
Parmigianino, Autoportrait dans un miroir convexe (1523).